# EuroHockey Indoor Nations Championship
L'EuroHockey Indoor Nations Championship è una competizione europea per nazioni di hockey su prato indoor organizzata dalla European Hockey Federation (EHF). Il torneo è cominciato nel 1974 (sia quello maschile che quello femminile).
La Germania è la nazionale più vincente in assoluto, avendo vinto 16 edizioni (su 19) in campo maschile e 15 (su 20) in campo femminile. L'edizione maschile del 2010 è stata l'unica occasione in cui la nazionale tedesca non si è classificata fra le prime quattro posizioni.

## Albo d'oro

### Torneo maschile
| 1974 | Berlino Ovest | Germania Ovest | girone         | Paesi Bassi | Svizzera    | girone | Scozia      |
| 1976 | Arnhem        | Germania Ovest | girone         | Belgio      | Paesi Bassi | girone | Scozia      |
| 1980 | Zurigo        | Germania Ovest | girone         | Paesi Bassi | Scozia      | girone | Inghilterra |
| 1984 | Edimburgo     | Germania Ovest | girone         | Inghilterra | Paesi Bassi | girone | Scozia      |
| 1988 | Vienna        | Germania Ovest | girone         | Francia     | Austria     | girone | Scozia      |
| 1991 | Birmingham    | Germania       | 7–3            | Inghilterra | Scozia      |        | Polonia     |
| 1994 | Bonn          | Germania       | 9–2            | Inghilterra | Rep. Ceca   | 7–6    | Austria     |
| 1997 | Liévin        | Germania       | 10–5           | Rep. Ceca   | Danimarca   | 8–6    | Russia      |
| 1999 | Slagelse      | Germania       | 9–6            | Polonia     | Svizzera    | 7–5    | Spagna      |
| 2001 | Lucerna       | Germania       | 9–2            | Spagna      | Polonia     | 5–4    | Francia     |
| 2003 | Santander     | Germania       | 6–1            | Spagna      | Svizzera    | 3–2    | Rep. Ceca   |
| 2006 | Eindhoven     | Germania       | 4–3            | Polonia     | Spagna      | 4–3    | Svizzera    |
| 2008 | Ekaterinburg  | Russia         | 3–2            | Germania    | Austria     | 3–0    | Spagna      |
| 2010 | Almere        | Austria        | 4–3 (d.t.s.)   | Russia      | Paesi Bassi | 5-2    | Spagna      |
| 2012 | Lipsia        | Germania       | 4–0            | Rep. Ceca   | Austria     | 5-3    | Paesi Bassi |
| 2014 | Vienna        | Germania       | 5–5 4–3 d.t.r. | Austria     | Russia      | 4-3    | Polonia     |
| 2016 | Praga         | Germania       | 3–2            | Austria     | Russia      | 3-3    | Rep. Ceca   |
| 2018 | Anversa       | Austria        | 4–4 2–1 d.t.r. | Belgio      | Germania    | 9-8    | Polonia     |
| 2020 | Berlino       | Germania       | 6–3            | Austria     | Paesi Bassi | 11-3   | Russia      |
| 2022 | Amburgo       |                |                |             |             |        |             |

### Torneo femminile
| 1975 | Arras                  | Germania Ovest | girone         | Paesi Bassi | Belgio      | girone         | Svizzera    |
| 1977 | Bruxelles              | Germania Ovest | girone         | Paesi Bassi | Belgio      | girone         | Francia     |
| 1981 | Berlino Ovest          | Germania Ovest | 10–1           | Scozia      | Canada      | 9–5            | Inghilterra |
| 1985 | Londra                 | Germania Ovest |                | Paesi Bassi | Inghilterra |                | Scozia      |
| 1987 | Bad Neuenahr-Ahrweiler | Germania Ovest | 10-8           | Paesi Bassi | Inghilterra | 3-0            | Irlanda     |
| 1990 | Elmshorn               | Germania Ovest | 4-3            | Spagna      | Scozia      | 13-2           | Francia     |
| 1993 | Londra                 | Germania       | 8-3            | Inghilterra | Spagna      | 6–4            | Scozia      |
| 1996 | Glasgow                | Inghilterra    |                | Germania    | Spagna      |                | Scozia      |
| 1998 | Ourense                | Germania       | 8–0            | Inghilterra | Austria     | 3–1            | Scozia      |
| 2000 | Vienna                 | Germania       | 9-1            | Russia      | Rep. Ceca   | 4–1            | Scozia      |
| 2002 | Les Ponts-de-Cé        | Germania       | 14–3           | Lituania    | Francia     | 4-2            | Austria     |
| 2004 | Eindhoven              | Germania       | 6-2            | Paesi Bassi | Bielorussia | 1-0            | Francia     |
| 2006 | Eindhoven              | Germania       | 4-2            | Paesi Bassi | Bielorussia | 4-3            | Scozia      |
| 2008 | Almería                | Germania       | 5-1            | Bielorussia | Paesi Bassi | 4-1            | Scozia      |
| 2010 | Duisburg               | Ucraina        | 6-5            | Spagna      | Germania    | 4-2            | Paesi Bassi |
| 2012 | Lipsia                 | Germania       | 2-2 3–2 d.t.r. | Bielorussia | Polonia     | 4-3            | Paesi Bassi |
| 2014 | Praga                  | Paesi Bassi    | 3-0            | Germania    | Polonia     | 2-1            | Austria     |
| 2016 | Minsk                  | Paesi Bassi    | 6-2            | Polonia     | Bielorussia | 6-5            | Germania    |
| 2018 | Praga                  | Germania       | 1-1 2–1 d.t.r. | Paesi Bassi | Bielorussia | 5-3            | Rep. Ceca   |
| 2020 | Minsk                  | Bielorussia    | 1-1 4–3 d.t.r. | Paesi Bassi | Rep. Ceca   | 2-2 2–1 d.t.r. | Germania    |
| 2022 | Amburgo                |                |                |             |             |                |             |

## Medagliere

### Torneo maschile
| Pos.   | Nazione     | Oro | Argento | Bronzo | Totale |
| ------ | ----------- | --- | ------- | ------ | ------ |
| 1      | Germania    | 16  | 1       | 1      | 18     |
| 2      | Austria     | 2   | 3       | 3      | 8      |
| 3      | Russia      | 1   | 1       | 2      | 4      |
| 4      | Inghilterra | 0   | 3       | 0      | 3      |
| 5      | Paesi Bassi | 0   | 2       | 4      | 6      |
| 6      | Polonia     | 0   | 2       | 1      | 3      |
| 6      | Rep. Ceca   | 0   | 2       | 1      | 3      |
| 6      | Spagna      | 0   | 2       | 1      | 3      |
| 9      | Belgio      | 0   | 2       | 0      | 2      |
| 10     | Francia     | 0   | 1       | 0      | 1      |
| 11     | Svizzera    | 0   | 0       | 3      | 3      |
| 12     | Scozia      | 0   | 0       | 2      | 2      |
| 13     | Danimarca   | 0   | 0       | 1      | 1      |
| Totale | Totale      | 19  | 19      | 19     | 57     |

### Torneo femminile
| Pos.   | Nazione     | Oro | Argento | Bronzo | Totale |
| ------ | ----------- | --- | ------- | ------ | ------ |
| 1      | Germania    | 15  | 2       | 1      | 18     |
| 2      | Paesi Bassi | 2   | 8       | 1      | 11     |
| 3      | Bielorussia | 1   | 2       | 4      | 7      |
| 4      | Inghilterra | 1   | 2       | 2      | 5      |
| 5      | Ucraina     | 1   | 0       | 0      | 1      |
| 6      | Spagna      | 0   | 2       | 2      | 4      |
| 7      | Polonia     | 0   | 1       | 2      | 3      |
| 8      | Scozia      | 0   | 1       | 1      | 2      |
| 9      | Lituania    | 0   | 1       | 0      | 1      |
| 9      | Russia      | 0   | 1       | 0      | 1      |
| 11     | Belgio      | 0   | 0       | 2      | 2      |
| 11     | Rep. Ceca   | 0   | 0       | 2      | 2      |
| 13     | Austria     | 0   | 0       | 1      | 1      |
| 13     | Canada      | 0   | 0       | 1      | 1      |
| 13     | Francia     | 0   | 0       | 1      | 1      |
| Totale | Totale      | 20  | 20      | 20     | 60     |